# Johann Andreas Orre
Johann Andreas Orre († nach 1751)  war ein baltendeutscher Orgelbauer, der in Mecklenburg tätig war.

## Leben
Johann Andreas Orre stammte aus Livland (im heutigen Lettland). Da seine Bauweise deutliche Einflüsse der Königsberger Orgelbautradition zeigt, wurde er wahrscheinlich durch den von dort stammenden Gabriel Julius Mosengel in Goldingen in Kurland ausgebildet.
Von 1738 bis 1740 baute Orre für die Dorfkirche Serrahn in Mecklenburg eine größere Orgel mit 20 Registern, wie ein Kirchenbucheintrag bezeugt. Er kam wahrscheinlich durch verwandtschaftliche  Beziehungen des Kirchenpatrons Erhard von Hahn auf Kuchelmiß mit dem Baltikum oder durch Vermittlung des Pfarrers Heinrich Schröder, der aus Königsberg stammte, nach Serrahn. Der prächtige Barockprospekt mit Figuren ist ebenso wie die Pedalpfeifen und die Windladen erhalten. Weitrre Orgelbauten von Orre sind nicht bekannt.
Johann Andreas Orre war seit dem 15. Oktober 1751 in Güstrow verheiratet mit Ida Margaretha Eleonora, geb. Paetowen. Als sein Beruf wurde dort Tischler angegeben.
Der livländische Komponist und Organist Adam Ore war möglicherweise ein Nachkomme.